# Tomás Ruso Antón
Tomás Ruso Antón (Alicante, España, 11 de noviembre de 1985) es un futbolista español. Juega de defensa y su equipo actual es el CD Alcoyano de la Segunda División "B" de España.

## Trayectoria
Es un jugador formado en el Santa Pola Club de Fútbol.  Su posición es la de defensa central, pasó por las cantera del Alicante CF y del Valencia Mestalla. 
Ha jugado durante cuatro temporadas en el Huracán Valencia, en donde ha sido uno de los pesos pesados, llegando a portar el brazalete de capitán. Desde que aterrizó en Torrente ha sido titular indiscutible y ha disputado, sin suerte, tres 'playoffs' para subir a Segunda. En la última temporada fue titular en 41 de los 44 partidos que tuvo su equipo, y marcó tres tantos.
Disputó la Liga 2015/2016 en el Real Murcia, conjunto dentro del grupo IV de Segunda División B.
Su actual equipo para la temporada 2016/2017 es el CD Alcoyano en el grupo III de Segunda División B.

## Clubes
| Club             | País   | Temporada | Categoría        | Partidos | Goles |
| ---------------- | ------ | --------- | ---------------- | -------- | ----- |
| Alicante CF      | España | 2009–2010 | Segunda B        | 17       | 1     |
| Mestalla         | España | 2010–2011 | Tercera División | S/D      | S/D   |
| Huracán Valencia | España | 2011–2012 | Segunda B        | 32       | 1     |
| Huracán Valencia | España | 2012–2013 | Segunda B        | 32       | 1     |
| Huracán Valencia | España | 2013–2014 | Segunda B        | 33       | 1     |
| Huracán Valencia | España | 2014–2015 | Segunda B        | 35       | 3     |
| Real Murcia      | España | 2015–2016 | Segunda B        | 30       | 0     |
| CD Alcoyano      | España | 2016–2017 | Segunda B        | 31       | 3     |
| CD Alcoyano      | España | 2017–2018 | Segunda B        | 20       | 0     |